# Bouvincourt-en-Vermandois
Bouvincourt-en-Vermandois is een gemeente in het Franse departement Somme (regio Hauts-de-France) en telt 137 inwoners (1999). De plaats maakt deel uit van het arrondissement Péronne.

## Geografie
De oppervlakte van Bouvincourt-en-Vermandois bedraagt 1,9 km², de bevolkingsdichtheid is 72,1 inwoners per km².
De onderstaande kaart toont de ligging van Bouvincourt-en-Vermandois met de belangrijkste infrastructuur en aangrenzende gemeenten.

## Demografie
Onderstaande figuur toont het verloop van het inwonertal (bron: INSEE-tellingen).